# Напасок
Напасок (дат. Napasoq; по старому стилю Napassoq/Napâssoq) — островное поселение в коммуне Кекката, в центральной западной Гренландии. Поселение расположено на небольшом острове на берегу Дэвисова пролива. Население — 85 человек, по состоянию на 2010 год.

## Население
Напасок — самый крупный населенный пункт в коммуне. За последние 20 лет население Напасока сократилось более чем на половину по отношению к уровню 1990 года, и почти на 16% относительно уровня 2000 года.